# Auktsjaur
Auktsjaur (umesamiska: Ávtjakjávrrie) är en tidigare småort i Arvidsjaurs kommun, Norrbottens län. Orten ligger vid Auktsjaursjöns södra strand vid en korsning mellan E45 och Inlandsbanan. SCB ändrade sin metod att ta fram småortsstatistik 2015, varvid orten inte längre uppfyllde kraven för att vara en småort.
Aukstjaur har en busshållplats som trafikeras av Länstrafiken Norrbottens busslinjer 45 (Gällivare-Östersund) och 133 (Arvidsjaur-Moskosel).

## Befolkningsutveckling
| Befolkningsutvecklingen i Aukstjaur 1950–2010 | Befolkningsutvecklingen i Aukstjaur 1950–2010 | Befolkningsutvecklingen i Aukstjaur 1950–2010 | Befolkningsutvecklingen i Aukstjaur 1950–2010 | Befolkningsutvecklingen i Aukstjaur 1950–2010 |
| --- | --------------------------------------------- | --------------------------------------------- | --------------------------------------------- | --------------------------------------------- |
| |                                               |                                               |                                               |                                               |
| År |                                               |                                               | Folkmängd                                     | Areal (ha)                                    |
| 1950 | 1950                                          |                                               | 255                                           | ##                                            |
| 1960 | 1960                                          |                                               | 184                                           | ¤                                             |
| 1990 | 1990                                          |                                               | 99                                            | 51#                                           |
| 1995 | 1995                                          |                                               | 101                                           | 56#                                           |
| 2000 | 2000                                          |                                               | 73                                            | 56#                                           |
| 2005 | 2005                                          |                                               | 63                                            | 56#                                           |
| 2010 | 2010                                          |                                               | 58                                            | 56#                                           |
| Anm.: Mindre än 200 invånare 1960. Ej småort 2015. ## Som tätort/befolkningsagglomeration 1920–1950. ¤ Som tätortsbebyggelse med 150-199 invånare # Som småort. |                                               |                                               |                                               |                                               |